# Pandora (luna)
Pandóra  (grško Πανδώρα: Pandóra) je Saturnov notranji naravni satelit. 

## Odkritje
Pandora je bila odkrita leta 1980 na posnetkih, ki jih je naredila sonda Voyager 1. Takrat je dobila začasno ime S/1980 S 26 . Pozneje je dobila ime po Pandori iz grške mitologije. Označujejo jo tudi kot Saturn XVII. 

## Tirnica
Pandora je pastirski satelit obroča F. Samo gibanje po tirnici je kaotično zaradi orbitalne resonance z luno Prometej. Največje spremembe v tirnici se pojavljajo vsakih 6,2 let. Takrat perigej Pandore in apogej Prometeja ležita na premici. Luni se približata na okoli 1400 km.   Razen tega je Pandora še v orbitalni resonanci 3 : 2 z luno Mimas.

## Lastnosti
Pandora ima zelo nepravilno obliko z dimenzijami 103 x 80 x 64 km. Na površini se vidita dva velika kraterja s premerom okoli 30 km. Njena gostota je okoli 0,5 g/cm³, kar pomeni da je sestavljena iz poroznega materiala.